# Canton d'Ajaccio-6
Le canton d'Ajaccio-6 est un ancien canton français situé dans le département de la Corse-du-Sud en région Corse.

## Géographie
Ce canton était formé d'une fraction de la ville d'Ajaccio dans l'arrondissement d'Ajaccio. Son altitude variait de 0 m à 787 m, avec une moyenne de 38 m.

## Histoire
Le canton d'Ajaccio-VI a été créé par décret du 2 février 1982 à l'occasion du remaniement des cantons d'Ajaccio-IV et Ajaccio-V.
Il est supprimé par le décret du 24 février 2014 entrant en vigueur lors des élections départementales de 2015. 

## Administration
| Période | Période      | Identité                | Étiquette         | Qualité                                                                                                  |
| ------- | ------------ | ----------------------- | ----------------- | --- |
| 1982    | 2001         | Jacques Simongiovanni   | CNIP puis DVD     | Agent immobilier à Ajaccio                                                                               |
| 2001    | 2009 (décès) | Jean Casili (1959-2009) | DVD puis UMP-Rad. | Employé EDF Président de l'Office de l'Habitat de Corse-du-Sud                                           |
| 2009    | 2015         | Nathalie Ruggieri       | UMP-Rad.          | Directrice commerciale 2e adjointe au maire d'Ajaccio depuis 2014 Elu en 2015 dans le Canton d'Ajaccio-4 |

## Composition
| Nom                 | Code Insee | Intercommunalité    | Population (dernière pop. légale)               |
| ------------------- | ---------- | ------------------- | ----------------------------------------------- |
| Ajaccio (chef-lieu) | 2A004      | CA du Pays ajaccien | Fraction : 21 973(2012) Commune : 68 587 (2014) |

Le canton d'Ajaccio-6 se composait de la portion de territoire de la ville d'Ajaccio déterminée comme suit : au Sud, par la mer ; à l'Ouest, par la rue Ange-Moretti (incluse), la rue Moro-Giafferi (incluse), par une ligne reliant la rue Moro-Giafferi à la limite de la commune d'Alata en passant à l'Ouest des lieux-dits Alzo di Leva, Algajola, La Sorba (jusqu'à la limite communale d'Alata) ; au Nord, par la limite de la commune d'Alata ; à l'Est, par une ligne joignant la limite de la commune d'Alata à la limite de la commune de Bastelicaccia en passant à l'Ouest du lieu-dit Sposata, au Sud des lieux-dits Bacciochi, domaine Peraldi et la Confina jusqu'à la limite de la commune de Bastelicaccia ; à l'Est, par la limite de la commune de Bastelicaccia jusqu'à la mer.

## Démographie
| 1982 | 1990   | 1999   | 2006   | 2011   | 2012   |
| ---- | ------ | ------ | ------ | ------ | ------ |
| -    | 17 631 | 17 579 | 20 660 | 21 735 | 21 973 |